# Церковь Николая Чудотворца (Троицко-Колычёво)
Церковь Николая Чудотворца  — разрушающаяся недействующая православная церковь в деревне Троицко-Колычёво Селивановского района Владимирской области.

## Описание
Село Колычево в 1576 году княгиней Ульяной Холмской было приложено в Троице-Сергиев монастырь и с того времени стало называться Троицко-Колычевым. В писцовых книгах Троицких вотчин 1593 года в Колычеве отмечена церковь Николая Чудотворца. В писцовых книгах 1628-30 годов говорится о новой церкви того же наименования, построенной в стороне от старого места. В окладных книгах Рязанской епархии за 1676 год в Колычеве значится церковь Николая Чудотворца, в приходе 34 двора крестьянских и 6 бобыльских. В 1850 году вместо деревянной церкви на средства купца Н. В. Федоровского был построен каменный храм с колокольней. Престолов в храме было три: главный во имя Святителя Николая Чудотворца (освящен в 1853 году), в трапезе во имя священно-мученика Василия, пресвитера Анкирского, и в честь Боголюбской иконы Божьей Матери. В конце XIX века приход состоял из села Троицко-Колычева, сельца Старо-Покровского, сельца Лукинки, сельца Поповки, деревни Ново-Покровской и Федоровской стеклянной фабрики, в которых по клировым ведомостям числилось 650 мужчин и 626 женщин. В селе Колычеве с 1891 года существовала церковно-приходская школа, учащихся в 1896 году было 40.